# Palantelén
Palantelén es un pequeño paraje rural del partido de Alberti, en la provincia de Buenos Aires, Argentina.

## Ubicación
Se encuentra a 20 km al sudeste de la ciudad de Bragado, a través de un camino rural que se desprende desde la Ruta Provincial 46.
Se encuentran la Estación Palantelén del Ferrocarril General Belgrano que prestó servicios hasta 1977.

## Población
Durante los censos nacionales del INDEC de 2001 y 2010 fue considerada como población rural dispersa.